# مارتین لوتر و یهودی‌ستیزی

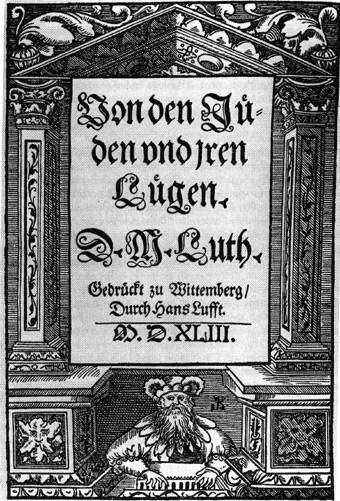
صفحه اول نسخه آلمانی دربارهٔ یهودیان و دروغ‌های آنان اثر مارتین لوتر

مارتین لوتر که رهبر جنبش پروتستان در قرن ۱۶ میلادی بود، دارای تأثیر مهمی در زمینه ایجاد نفرت از یهودیان در بین مردم آلمان بود.

## شکل‌گیری عقاید لوتر نسبت به یهود
عقاید لوتر نسبت به یهودیان در درازای زندگی او دچار تغییرات زیادی شد. تا سال ۱۵۳۶ میلادی او دید نسبتاً مثبتی به یهودیان داشت و اعتقاد داشت در صورتی که دین مسیحیت به صورت درست (پروتستان) به آن‌ها عرضه گردد ممکن است تعداد زیادی از یهودیان به مسیحیت درست بگروند؛ ولیکن پس از سال ۱۵۳۶ میلادی عقاید لوتر نسبت به یهودیان بسیار منفی شد و توصیه به نابودی اموال و کنیسه‌های آنان کرد. در قسمتی از کتاب درباره یهودیان و دروغ‌های آنان او مسیحیت را به دلیل عدم اخراج یهودیان مقصر می‌داند.

### سال‌های اولیه
نخستین نوشتار از لوتر در مورد یهودیان در نامه‌های خطاب به جرج سپالاتین در سال ۱۵۱۴ میلادی یافت می‌شود: «گرویدن یهودیان (به مسیحیت) کارخدا از درون خواهد بود، و نه کار انسان و بازیهای او از بیرون.»
در سال ۱۵۱۹ مارتین لوتر از دکترین «نوکری یهودیان» انتقاد کرد که توسط امپراتور جاستینین یکم در سال ۵۲۹ میلادی ایجاد شده بود. او نوشت: «روحانیون نا آگاه از نفرت از یهودیان دفاع می‌کنند ... چرا یهودیان به مسیحیت بگروند وقتی می‌بینند که ما با آنها اینگونه خشن رفتار می‌کنیم. به دلیل رفتار ما با آنان ما بیشتر به حیوانات شبیه هستیم تا مسیحیان»
در سال ۱۵۲۳ میلادی در مقاله‌ای در مورد اینکه عیسی مسیح یک یهودی به دنیا آمده بود لوتر از رفتار بد مسیحیان با یهودیان انتقاد کرده و به آن‌ها توصیه می‌کند که با یهودیان ملایم باشند. لوتر مصمم بود که اگر یهودیان دین مسیحیتِ واقعی را درک کنند حتماً به مسیحیت می‌گروند.

### نفرت از یهودیان
در سال ۱۵۳۶ میلادی عقاید لوتر نسبت به یهودیان دچار تغییر ۱۸۰ درجه شد. برخی این تغییر را به دلیل عدم موفقیت او در قانع کردن یهودیان به مسیحی شدن میدانند. حال آنکه برخی دیگر اعتقاد دارند که لوتر دارای دیدگاه‌های ضد یهودی پس از خواندن کتاب تلمود شد. در سال ۱۵۳۶ میلادی به توصیه لوتر جان فردریک قوانین ضد یهودی در قلمرو خود تعیین کرد. حاخام آن منطقه قصد داشت به نزد فردریک برود ولیکن لوتر هربار از لغو شدن این قوانین جلوگیری کرد. پس از این زمان دیدگاه لوتر نسبت به یهودیان به شدت منفی گشت و آثار بعدی او نمایانگر نفرت بسیار شدید از یهودیان است.

## کتاب‌های ضد یهودی
لوتر دارای دو کتاب اصلی ضد یهودی است. نخستین کتاب مقاله‌ای به نام درباره یهودیان و دروغ‌های آنان نام دارد. کتاب دوم از نام غیرقابل فهم و نسل مسیح است. هر دو این کتاب‌ها در سال ۱۵۴۳ و کمی پیش از مرگ لوتر نوشته شده‌اند.

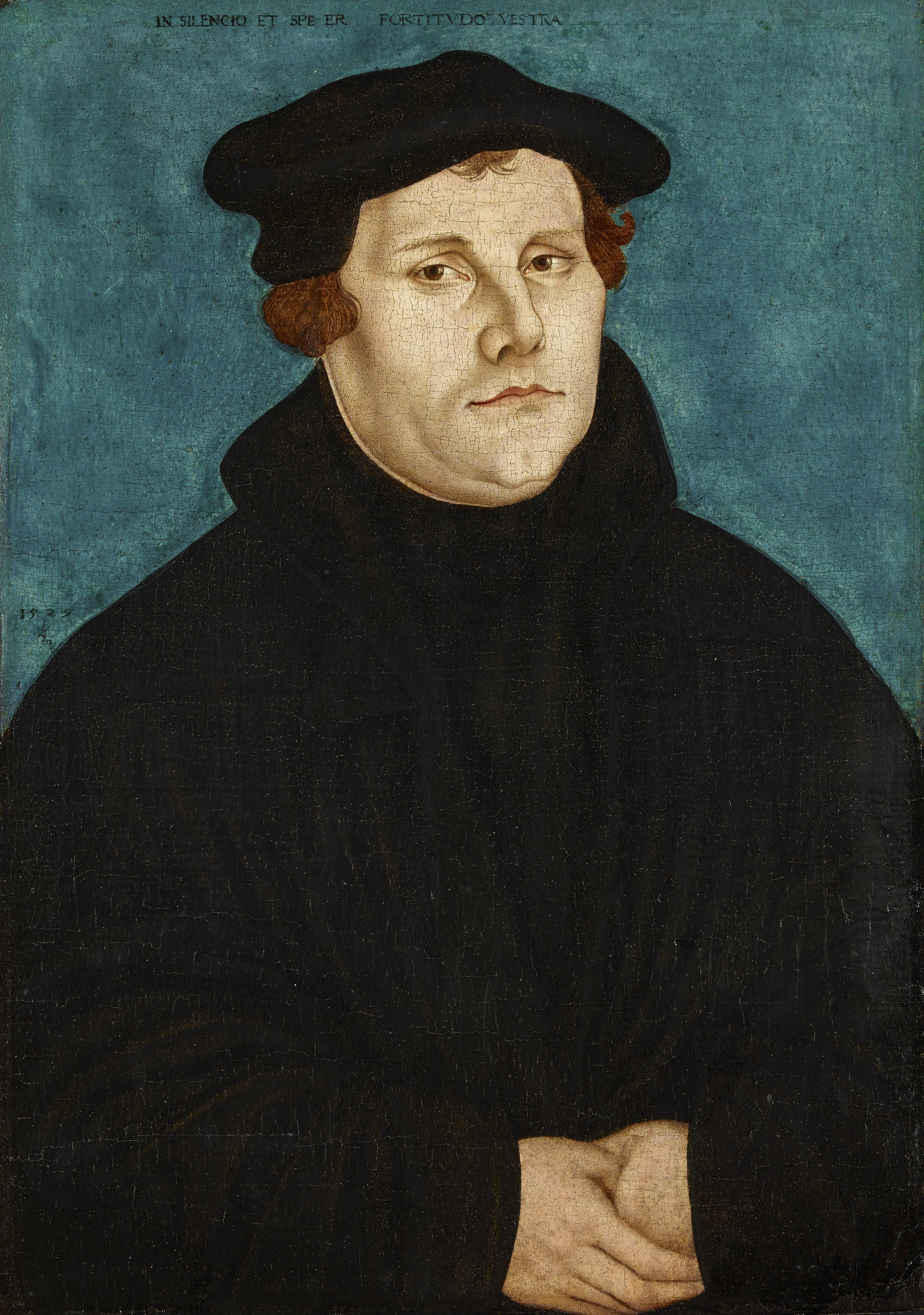
پرتره مارتین لوتر اثر لوکاس کراناش

### درباره یهودیان و دروغ‌های آنان
در سال ۱۵۴۳ میلادی لوتر کتاب دربارهٔ یهودیان و دروغهای آنان را نوشت. در این کتاب او یهودیان را قومی فاحشه که قوم برگزیده خدا نیستند، به نسل خود، ختنه شدنشان و قانونشان می‌نازند می‌نامد. او کنیسه را عروس فاحشه می‌داند. او توصیه می‌کند که کنیسه و مدارس یهودی به آتش کشیده شوند، کتاب‌های یهودی نابود شود، ربیها از تدریس منع شوند، خانه‌هایشان نابود شود و اموال و پولهایشان ضبط شوند. او همچنین توصیه به کشتن یهودیان می‌کند و می‌گوید «ما گناهکاریم که آنها را نمی‌کشیم».

### از نام غیرقابل فهم و نسل مسیح
چندین ماه پس از کتاب اول، لوتر کتابی به نام از نام غیرقابل فهم و نسل مسیح نوشت که در آن یهودیان را با شیطان برابر دانست.

### خطبه‌های ضد یهودی
کمی پیش از مرگش در سال ۱۵۴۶ لوتر خطبه‌های ضد یهودی ابراز کرد. او خطبه دوم خود را آخرین اخطار به یهودیان نامید. در این خطبه او به زمامداران توصیه کرد که در صورتی که یهودیان مسیحی نشوند آن‌ها را از سرزمین خود اخراج کنند. در غیر این صورت این مسئولین خود همدست گناهکاران هستند. لوتر نوشت: «در صورتی که آنها بگروند، رباخواری خود را ترک کنند، مسیح را قبول کنند، ما آنها را به عنوان برادر خواهیم پذیرفت. در غیر این صورت، هیچ چیزی نخواهد بود.» لوتر ادامه داد «آنها دشمنان ما هستند. آنها کفرگویی نسبت به عیسی را ترک نمی‌کنند، آنها مادر او مریم را فاحشه میدانند، مسیح را حرامزاده می‌خوانند، اگر می‌توانستند همه ما را بکشند، حتماً با رضایت اینکار را می‌کردند. آنها اینکار را معمولاً می‌کنند، به خصوص آنهای از یهودیان که خود را پزشک می‌خوانند — با اینکه برخی وقتها کمک می‌کنند — ولیکن به شیطان در نهایت پایبندند. آنها همانگونه که در سوئیس فرانسوی پزشکی می‌کنند قادر به پزشکی هستند. آنها می‌توانند به هر کسی سمی بدهند که او در یک ساعت، یک ماه، یک سال، ده یا بیست سال بمیرد. آنها استاد این هنر (کشتن از طریق مسموم کردن) هستند.»

## در دنیای مدرن
نوشته‌های لوتر در زمان شدت گرفتن یهودی ستیزی در آلمان در اواخر قرن ۱۹ و و اوایل قرن بیستم مجدداً پرطرفدار گشت؛ ولیکن در مورد اینکه آیا ایدئولوژی نازیها تحت تأثیر عقاید لوتر بوده‌است، در بین محققان اختلاف نظر وجود دارد. پس از جنگ جهانی دوم کلیساهای لوتران به صورت علنی از دیدگاه‌های لوتر در مورد یهودیان فاصله گرفتند. کلیسای لوتران بر خلاف نظر مارتین لوتر اعلام کرد که «یهودیان قوم برگزیده خدا هستند. مومنان باید آنها را مورد آمرزش قرار دهند همانگونه که کتاب مقدس گفته است که خدا هر کسی که اسرائیل را بیامرزد، میامرزد و هر کسی که اسرائیل را نفرین کند، نفرین می‌کند.» این دیدگاه‌ها کلیسای لوتران را در تضاد با عقاید مؤسس آن، مارتین لوتر، در مورد یهودیان قرار می‌دهد.